# Liste der Stolpersteine in Magdeburg-Werder
Die Liste der Stolpersteine in Magdeburg-Werder enthält die Stolpersteine im Magdeburger Stadtteil Werder, die an das Schicksal der Menschen erinnern, die im Nationalsozialismus ermordet, deportiert, vertrieben oder in den Suizid getrieben wurden. Sie ist nach Nachnamen sortiert und listet Namen, Standorte. Die Tabelle erfasst insgesamt 12 Stolpersteine und ist teilweise sortierbar; die Grundsortierung erfolgt alphabetisch nach dem Familiennamen.
| Bild                   | Inschrift | Name                   | Ort                                                   | Verlegedatum  | Anmerkungen                                       |
| ---------------------- | --- | ---------------------- | ----------------------------------------------------- | ------------- | ------------------------------------------------- |
| Crohn, Edith           | HIER WOHNTE EDITH CROHN GEB. HANS JG. 1892 FLUCHT 1939 SHANGHAI TOT 24.12.1941                                                                   | Crohn, Edith           | Gegenüber Ostraße 1 (Kita) (Karte)                    | 8. Juni 2022  | Biografie: Crohn_Familie.PDF (PDF; 504 kB)        |
| Crohn, Ernst Erich     | HIER WOHNTE ERNST ERICH CROHN JG. 1913 FLUCHT 1935 PALÄSTINA                                                                                     | Crohn, Ernst Erich     | Gegenüber Ostraße 1 (Kita) (Karte)                    | 8. Juni 2022  | Biografie: Crohn_Familie.PDF (PDF; 504 kB)        |
| Crohn, Moritz          | HIER WOHNTE MORITZ ARTHUR CROHN JG. 1921 KINDERTRANSPORT 1939 ENGLAND                                                                            | Crohn, Moritz          | Gegenüber Ostraße 1 (Kita) (Karte)                    | 8. Juni 2022  | Biografie: Crohn_Familie.PDF (PDF; 504 kB)        |
| Crohn, Paul            | HIER WOHNTE PAUL CROHN JG. 1888 ´SCHUTZHAFT´ 1938 SACHSENHAUSEN FLUCHT 1939 SHANGHAI TOT 3.1.1945                                                | Crohn, Paul            | Gegenüber Ostraße 1 (Kita) (Karte)                    | 8. Juni 2022  | Biografie: Crohn_Familie.PDF (PDF; 504 kB)        |
| Hart, Bernhardine      | HIER WOHNTE BERNHARDINE HART JG. 1933 FLUCHT 1939 MIT HILFE BELGIEN ENGLAND                                                                      | Hart, Bernhardine      | Mittelstr. 48 (Karte)                                 | 26. Sep. 2022 | Biografie: Hart_Hermann_Familie.PDF (PDF; 551 kB) |
| Hart, Edith            | HIER WOHNTE EDITH HART GEB. ROTHSCHILD JG. 1903 VERHAFTET 1941 KERSDORF BRIESEN DEPORTIERT 1942 ERMORDET IM BESETZTEN POLEN                      | Hart, Edith            | Mittelstr. 48 (Karte)                                 | 26. Sep. 2022 | Biografie: Hart_Hermann_Familie.PDF (PDF; 551 kB) |
| Hart, Hermann          | HIER WOHNTE HERMANN HART JG. 1898 VERHAFTET 1939 SACHSENHAUSEN 1941 KERSDORF BRIESEN RAVENSBRÜCK ´VERLEGT´ 23.3.1942 BERNBURG ERMORDET 23.3.1942 | Hart, Hermann          | Mittelstr. 48 (Karte)                                 | 26. Sep. 2022 | Biografie: Hart_Hermann_Familie.PDF (PDF; 551 kB) |
| Hart, Pia              | HIER WOHNTE PIA HART JG. 1929 FLUCHT 1939 MIT HILFE BELGIEN 1941 USA                                                                             | Hart, Pia              | Mittelstr. 48 (Karte)                                 | 26. Sep. 2022 | Biografie: Hart_Hermann_Familie.PDF (PDF; 551 kB) |
| Materlik, Hubert       | HIER WOHNTE HUBERT MATERLIK JG. 1895 IM WIDERSTAND VERHAFTET 24.7.1944 TOT 26.7.1944 GEFÄNGNIS MAGDEBURG                                         | Materlik, Hubert       | Oststraße 1, vor Kita (südlicher Gebäudeteil) (Karte) | 24. März 2010 | Biografie: Materlik_Hubert.PDF (PDF; 220,1 kB)    |
| Philippson, Franziska  | HIER WOHNTE FRANZISKA PHILIPPSON GEB. PAPPENHEIM JG. 1870 DEPORTIERT 1942 THERESIENSTADT ERMORDET 22.2.1943                                      | Philippson, Franziska  | Südende Oststraße 1 / Ecke Lingnerstraße (Karte)      | 4. März 2009  | Biografie: Philippson_Ehepaar.PDF (PDF; 214,3 kB) |
| Philippson, Julius     | HIER WOHNTE JULIUS PHILIPPSON JG. 1894 VERHAFTET 1937 ZUCHTHAUS BRANDENBURG HAMELN/CELLE DEPORTIERT 1943 AUSCHWITZ ERMORDET AUG. 1943            | Philippson, Julius     | Südende Oststraße 1 / Ecke Lingnerstraße (Karte)      | 4. März 2009  | Biografie: Philippson_Julius.PDF (PDF; 252,8 kB)  |
| Philippson, Robert Dr. | HIER WOHNTE ROBERT PHILIPPSON JG. 1858 DEPORTIERT 1942 THERESIENSTADT ERMORDET 27.11.1942                                                        | Philippson, Robert Dr. | Südende Oststraße 1 / Ecke Lingnerstraße (Karte)      | 4. März 2009  | Biografie: Philippson_Ehepaar.PDF (PDF; 214,3 kB) |
| Schlein, David         | HIER WOHNTE DAVID SCHLEIN JG. 1881 GEDEMÜTIGT/ENTRECHTET FLUCHT IN DEN TOD 22. MÄRZ 1938 BERLIN                                                  | Schlein, David         | SW-Ecke Markgrafenstr./Gartenstr. (Karte)             | 9. Nov. 2023  | Biografie: Schlein_D_Familie.PDF (PDF; 504 kB)    |
| Schlein, Helmar        | HIER WOHNTE HELMAR SCHLEIN JG. 1912 FLUCHT 1935 USA                                                                                              | Schlein, Helmar        | SW-Ecke Markgrafenstr./Gartenstr. (Karte)             | 9. Nov. 2023  | Biografie: Schlein_D_Familie.PDF (PDF; 504 kB)    |
| Schlein, Irmgard       | HIER WOHNTE IRMGARD SCHLEIN JG. 1917 FLUCHT 1936 USA                                                                                             | Schlein, Irmgard       | SW-Ecke Markgrafenstr./Gartenstr. (Karte)             | 9. Nov. 2023  | Biografie: Schlein_D_Familie.PDF (PDF; 504 kB)    |
| Schlein, Sadi          | HIER WOHNTE SADI SCHLEIN GEB. WINTERFELD JG. 1887 FLUCHT 1938 USA                                                                                | Schlein, Sadi          | SW-Ecke Markgrafenstr./Gartenstr. (Karte)             | 9. Nov. 2023  | Biografie: Schlein_D_Familie.PDF (PDF; 504 kB)    |